# مارکو کالامیتا
مارکو کالامیتا (انگلیسی: Marco Calamita؛ زادهٔ ۲۲ مارس ۱۹۸۳) بازیکن فوتبال اهل ایتالیا است.
از باشگاه‌هایی که در آن بازی کرده‌است می‌توان به باشگاه فوتبال اشتوتگارت، باشگاه فوتبال کایزرسلاوترن، باشگاه فوتبال وی‌اف‌آر آلن، باشگاه فوتبال وهن ویسبادن، و باشگاه فوتبال آینتراخت برانشوایگ اشاره کرد.